# 버섯바위

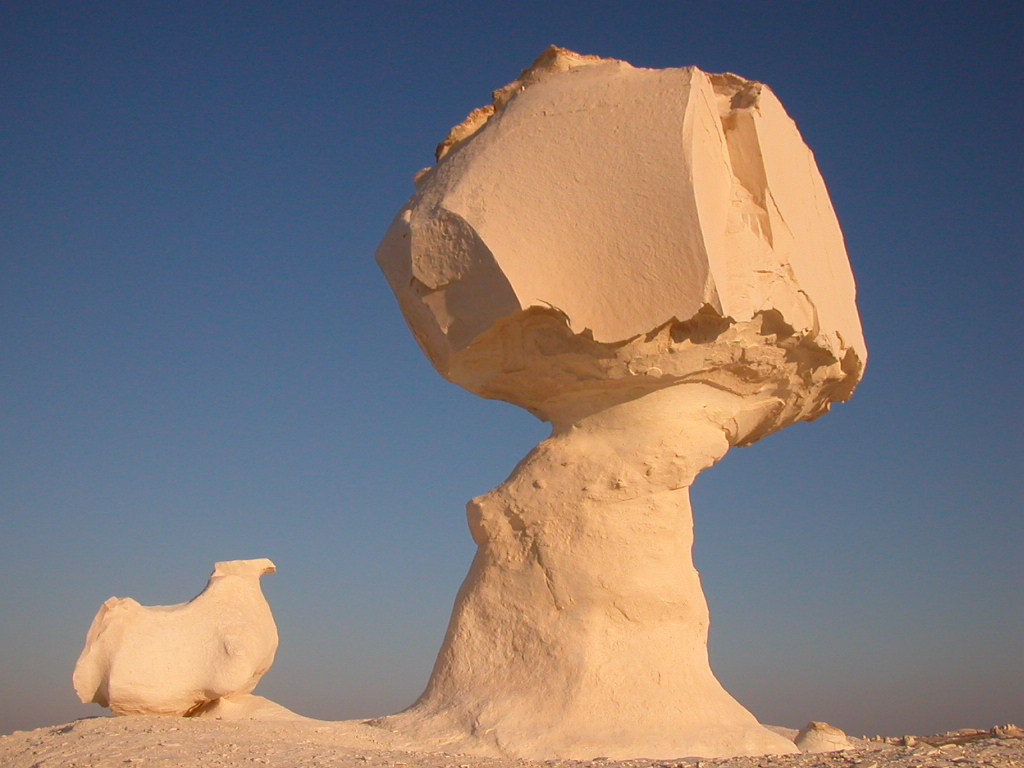
이집트의 버섯바위

버섯바위는 바람에 의한 침식 작용으로 생성된 바위로 모래바람이 바위아랫부분과 지속적으로 부딪혀서 만들어진 돌이다. 버섯을 닮아 버섯바위라는 이름을 가지게 되었다. 한자어는 미암괴(迷岩塊)라고 한다.

## 같이 보기
- 풍식
- 삼릉석